# Sina Klein

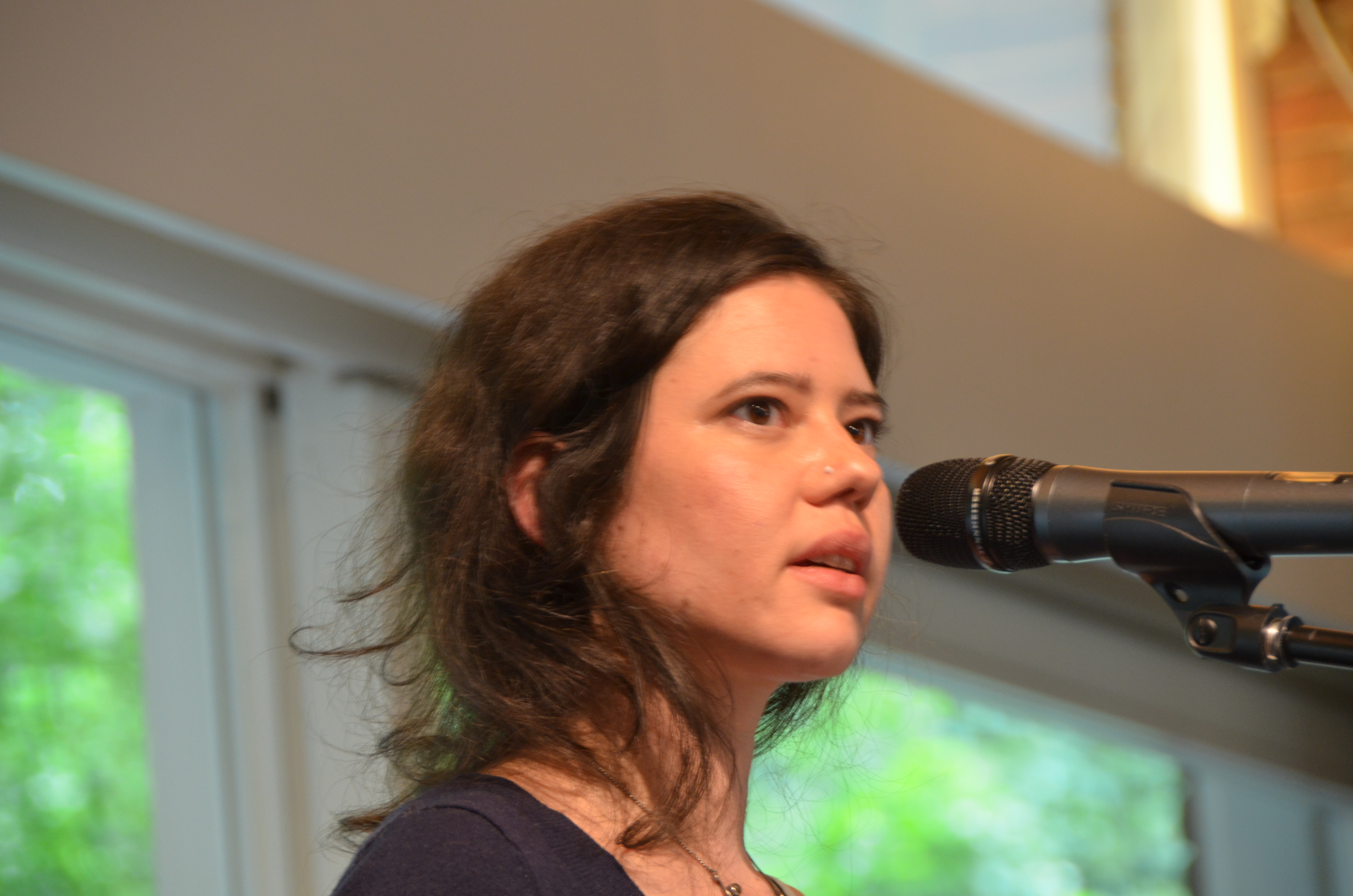
Sina Klein auf dem Poesiefestival Berlin 2015

Sina Klein (* 1983 in Düsseldorf) ist eine deutsche Lyrikerin und Übersetzerin. 

## Leben
Klein studierte Romanistik, Anglistik und Germanistik an der Universität Düsseldorf. In ihrer Magisterarbeit befasste sie sich mit vierzehn Übertragungen des Gedichts „Ophélie“ von Arthur Rimbaud. Seit 2007 arbeitet sie als Autorin. Ihrer Alma Mater ist sie als wissenschaftliche Mitarbeiterin am Lehrstuhl für Romanische Sprachwissenschaft verbunden geblieben. Sie lebt in ihrer Geburtsstadt Düsseldorf.
Sie hat in verschiedenen Literaturzeitschriften publiziert, darunter in Federwelt, Gegenstrophe, lauter niemand, poet und Proto. Im Jahre 2012 erreichte sie das Finale beim Lyrikpreis München, ein Jahr später nahm sie am Literarischen März in Darmstadt teil. Ihr erster Gedichtband „Narkotische Kirschen“ erschien 2014.

## Auszeichnungen
- 2015: Förderpreis des Landes Nordrhein-Westfalen für junge Künstlerinnen und Künstler in der Sparte „Dichtung, Schriftstellerei“
- 2019: Anke Bennholdt-Thomsen-Lyrikpreis

## Werke
- Narkotische Kirschen. Gedichte. Klever Verlag, Wien 2014, ISBN 978-3-902665-81-2.
- Skaphander. Gedichte. Klever Verlag, Wien 2018